# عصبون بيني شوكي
ينقل العصبون البينيّ الشوكي الموجود في الحبل الشوكي، الإشارات بين العصبونات الحسية (الواردة)، والعصبونات الحركية (الصادرة). وتشارك فئات مختلفة من الخلايا العصبية البينية في العمود الفقري في عملية الترابط الحسي الحركي. توجد معظم العصبونات البينية في العمود الرمادي [الإنجليزية]، منطقة من المادة الرمادية في الحبل الشوكي.

## البنية
يبدو أن العمود السنجابي للحبل الشوكي يحتوي على مجموعات من العصبونات الصغيرة يشار إليها غالبًا باسم العصبونات البينية الشوكية وهي ليست عصبونات حسية أولية ولا عصبونات حركية. تغطي الخصائص المتعددة لهذه الخلايا العصبية الشوكية نطاقًا واسعًا من الأنشطة. تشمل وظائفها معالجة المدخلات الحسية، وتعديل نشاط العصبونات الحركية، وتنسيق النشاط على مستويات العمود الفقري المختلفة، وترحيل البيانات الحسية أو استقبال الحس العميق إلى الدماغ. كان هناك بحث مكثف حول تحديد وتوصيف العصبونات البينية الشوكية بناءً على عوامل مثل الموقع والحجم والبنية والاتصال والوظيفة. بشكل عام، من الصعب وصف كل جانب من جوانب تشريح العصبونات البينية الشوكية للفقاريات. هذه الصعوبة لا تُعزى فقط إلى تعقيدها الهيكلي إنما أيضًا إلى مورفولوجيا وتوصيل الخلايا العصبية. على سبيل المثال، عُثر في النخاع الشوكي لجنين الفئران البالغ من العمر 19 يومًا على ما لا يقل عن 17 فئة فرعية مختلفة من العصبونات البينية مع امتدادات محوارية في نفس الجانب. بالإضافة إلى ذلك، تم تحديد 18 نوعًا من العصبونات الصوارية على أساس المورفولوجيا والموقع.

### الموقع
على وجه الخصوص، عُثر على أجسام خلايا العصبونات البينية الشوكية في العمود الفقري في المادة الرمادية للحبل الشوكي الحاوية أيضًا على العصبونات الحركية. في عام 1952، فُحصت المادة الرمادية للحبل الشوكي للقطط، وتبين أنها تحتوي على عشر مناطق مميزة يشار إليها باسم صفائح ريكسيد. في النهاية، لوحظ النمط الصفائحي أيضًا في العديد من الأنواع من ضمنها البشر. يتواجد معظم العصبونات البينية في صفيحتي ريكسيد السابعة والثامنة.

## التطور
في الصفيحة الأمامية الظهرية للفأر، ستة نطاقات لسلائف تعطي العصبونات dI1-dI6 وفئتين من العصبونات البينية الظهرية. بالإضافة إلى ذلك، في النصف البطني من الأنبوب العصبي، تُولّد أربع فئات من العصبونات البينية (مولدات الأنماط المركزية) المعروفة باسم العصبونات V0 وV1 وV2 وV3. عصبونات V0 هي عصبونات صوارية تمتد محاوبرها منقاريًا لـ 2-4 مناطق حبلية شوكية في الحبل الشوكي الجنيني. عصبونات V3 عبارة عن عصبونات بينية صوارية استثارية تمد محاوير عصبية أولية بالاتجاه الذيلي. عصبونات V1 هي عصبونات بينية مثبطة مع محاوير عصبية ممتدة منقاريًا في نفس الجانب. عصبونات V2 تشمل مجموعة من العصبونات V2a الغلوتاماتية والعصبونات V2b المثبطة، وتمتد بنفس الجانب ذيليًا عبر مناطق متعددة من الحبل الشوكي. تعطي عصبونات الفئة V1 نوعين من العصبونات البينية المثبطة يعرفان باسم خلايا رينشو والعصبونات Ia البينية المثبطة.
| العصبونات البينية المولدة للأنماط المركزية | النوع                                     | امتداد المحوار في الحبل الجنيني |
| V0                                         | صوارية                                    | منقاري                          |
| V1                                         | مثبطة (خلايا رينشو والعصبونات البينية Ia) | منقاري بنفس الجانب              |
| V2                                         | V2a الغلوتاماتية و V2b المثبطة            | ذيلي بنفس الجانب                |
| V3                                         | استثارية صوراية                           | ذيلي                            |